# Dix-huitième circonscription de Seine-et-Oise
La dix-huitième circonscription de Seine-et-Oise est l'une des dix-huit circonscriptions législatives que compte le département français de Seine-et-Oise, situé en région Île-de-France.

## Description géographique
Le Journal officiel du 13-14 octobre 1958 déterminait la composition de la circonscription :
- Canton de Bonnières-sur-Seine
- Canton de Houdan
- Canton de Limay
- Canton de Magny-en-Vexin
- Canton de Mantes-la-Jolie

## Description historique et politique

### Historique des députations
| Législature | Début de mandat | Fin de mandat  | Député          | Parti politique | Observations                                                                                             |
| ----------- | --------------- | -------------- | --------------- | --------------- | --- |
| Ire         | 9 décembre 1958 | 9 octobre 1962 | Jean-Paul David | RGR             | Maire de Mantes Mandat écourté à la suite d'une dissolution parlementaire décidée par Charles de Gaulle. |
| IIe         | 6 décembre 1962 | 2 avril 1967   | Gérard Prioux   | UNR-UDT         | |

## Historique des élections

### Élections de 1958
| Candidat       | Candidat            | Parti          | Premier tour | Premier tour | Second tour | Second tour |  |
| Candidat       | Candidat            | Parti          | Voix         | %            | Voix        | %           |  |
| -------------- | ------------------- | -------------- | ------------ | ------------ | ----------- | ----------- |  |
|                | Jean-Paul David élu | RGR            | 17 132       | 42,73        | 19 221      | 48,85       |  |
|                | Maurice Quettier    | PCF            | 8 826        | 22,01        | 9 856       | 25,05       |  |
|                | Henri Delavenne     | UNR            | 8 004        | 19,96        | 7 175       | 18,24       |  |
|                | André Raymond       | SFIO           | 4 020        | 10,04        | 3 091       | 7,86        |  |
|                | Guy Moncorgé        | Radsoc         | 2 115        | 5,27         | Retrait     | Retrait     |  |
|                |                     |                |              |              |             |             |  |
| Inscrits       | Inscrits            | Inscrits       | 50 685       | 100,00       | 50 662      | 100,00      |  |
| Abstentions    | Abstentions         | Abstentions    | 9 443        | 18,63        | 10 528      | 20,78       |  |
| Votants        | Votants             | Votants        | 41 242       | 81,37        | 40 134      | 79,22       |  |
| Blancs et nuls | Blancs et nuls      | Blancs et nuls | 1 145        | 2,78         | 791         | 1,97        |  |
| Exprimés       | Exprimés            | Exprimés       | 40 097       | 97,22        | 39 343      | 98,03       |  |

Le suppléant de Jean-Paul David était André Lecoq, commerçant, conseiller général, maire de Limay.

### Élections de 1962
| Candidat       | Candidat                | Parti          | Premier tour | Premier tour | Second tour | Second tour |  |
| Candidat       | Candidat                | Parti          | Voix         | %            | Voix        | %           |  |
| -------------- | ----------------------- | -------------- | ------------ | ------------ | ----------- | ----------- |  |
|                | Gérard Prioux élu       | UNR-UDT        | 14 139       | 36,77        | 18 038      | 43,65       |  |
|                | Maurice Quettier        | PCF            | 9 002        | 23,41        | 13 967      | 33,80       |  |
|                | Jean-Paul David sortant | Radcent        | 8 645        | 22,48        | 9 318       | 22,55       |  |
|                | Aimé Bergeal            | SFIO           | 6 669        | 17,34        | Retrait     | Retrait     |  |
|                |                         |                |              |              |             |             |  |
| Inscrits       | Inscrits                | Inscrits       | 53 573       | 100,00       | 53 575      | 100,00      |  |
| Abstentions    | Abstentions             | Abstentions    | 14 199       | 26,5         | 11 119      | 20,75       |  |
| Votants        | Votants                 | Votants        | 39 374       | 73,5         | 42 456      | 79,25       |  |
| Blancs et nuls | Blancs et nuls          | Blancs et nuls | 919          | 2,33         | 1 133       | 2,67        |  |
| Exprimés       | Exprimés                | Exprimés       | 38 455       | 97,67        | 41 323      | 97,33       |  |

Le suppléant de Gérard Prioux était Léon Lengagne, retraité, conseiller général du canton de Bonnières-sur-Seine, maire de Freneuse.

### À partir de 1967
L'essentiel de la circonscription forme la septième circonscription des Yvelines. Le Canton de Magny-en-Vexin rejoint la Première circonscription du Val-d'Oise.